# Доњи Рогољи
Доњи Рогољи су насељено мјесто у Западној Славонији. Припадају општини Окучани, у Бродско-посавској жупанији, Република Хрватска.

## Географија
Доњи Рогољи се налазе на Псуњу. Удаљени су око 12 км сјеверно од Окучана.

## Историја
Доњи Рогољи су се од распада Југославије до маја 1995. године налазили у Републици Српској Крајини. До територијалне реорганизације насеље се налазило у саставу бивше општине Нова Градишка.

## Становништво
Према попису становништва из 2011. године, насеље Доњи Рогољи је имало 40 становника.
| Националност       | 2001. | 1991. | 1981. | 1971. | 1961. |
| Срби               | 18    | 92    | 77    | 113   | 115   |
| Хрвати             | 35    | 1     | 1     | 3     | 13    |
| Југословени        | —     | 4     | 34    | 1     |       |
| остали и непознато | 3     | 2     | 1     | 4     |       |
| Укупно             | 56    | 99    | 113   | 121   | 128   |

| Демографија | Демографија | Демографија |
| Година      | Становника  | Становника  |
| ----------- | ----------- | ----------- |
| 1961.       | 128         |             |
| 1971.       | 121         |             |
| 1981.       | 113         |             |
| 1991.       | 99          |             |
| 2001.       | 56          |             |
| 2011.       |             | 40          |